# Elvio Porta (Autor)
Elvio Porta (* 22. Mai 1945 in Vico Equense; † 26. Dezember 2016) war ein italienischer Autor, unter anderem Drehbuchautor, und Filmregisseur.

## Leben
Porta war seit Beginn der 1970er Jahre als Theaterautor tätig und schrieb Stücke wie Masaniello, Jesus, O’Journo ’e San Michele, L’opera ’e muorte ’e fame und La perla, die nach Sprachstil und historisch-sozialem Kontext zeitgenössisch aktuell waren. Ab 1977 war er auch für Filmdrehbücher verantwortlich; für Regisseure wie Nanni Loy oder Lina Wertmüller verpackte er ähnliche Themen in dreimal mit einem Silbernen Band ausgezeichnete Skripte.
1988 wechselte er für den in Neapel spielenden Giallo Se lo scopre Gargiulo auf den Regiestuhl; kurz nach der Jahrtausendwende folgte die Fernsehserie Valeria medico legale. Seine Drehbuchtätigkeit nahm er nach langer Ruhepause (mit nur kurzen Unterbrechungen) erst 2010 wieder auf.

## Filmografie (Auswahl)
Regie
- 1988: Se lo scopre Gargiulo
- 2001: Valeria medico legale (Fernsehserie)

Drehbuch
- 1977: La mazzetta
- 1980: Café Express
- 1984: Picone schickt mich (Mi manda Picone)
- 1986: Camorra (Un complicato intrigo di donne, vicoli e delitti)
- 2013: Sono un pirata, sono un signore